# Theater für Niedersachsen

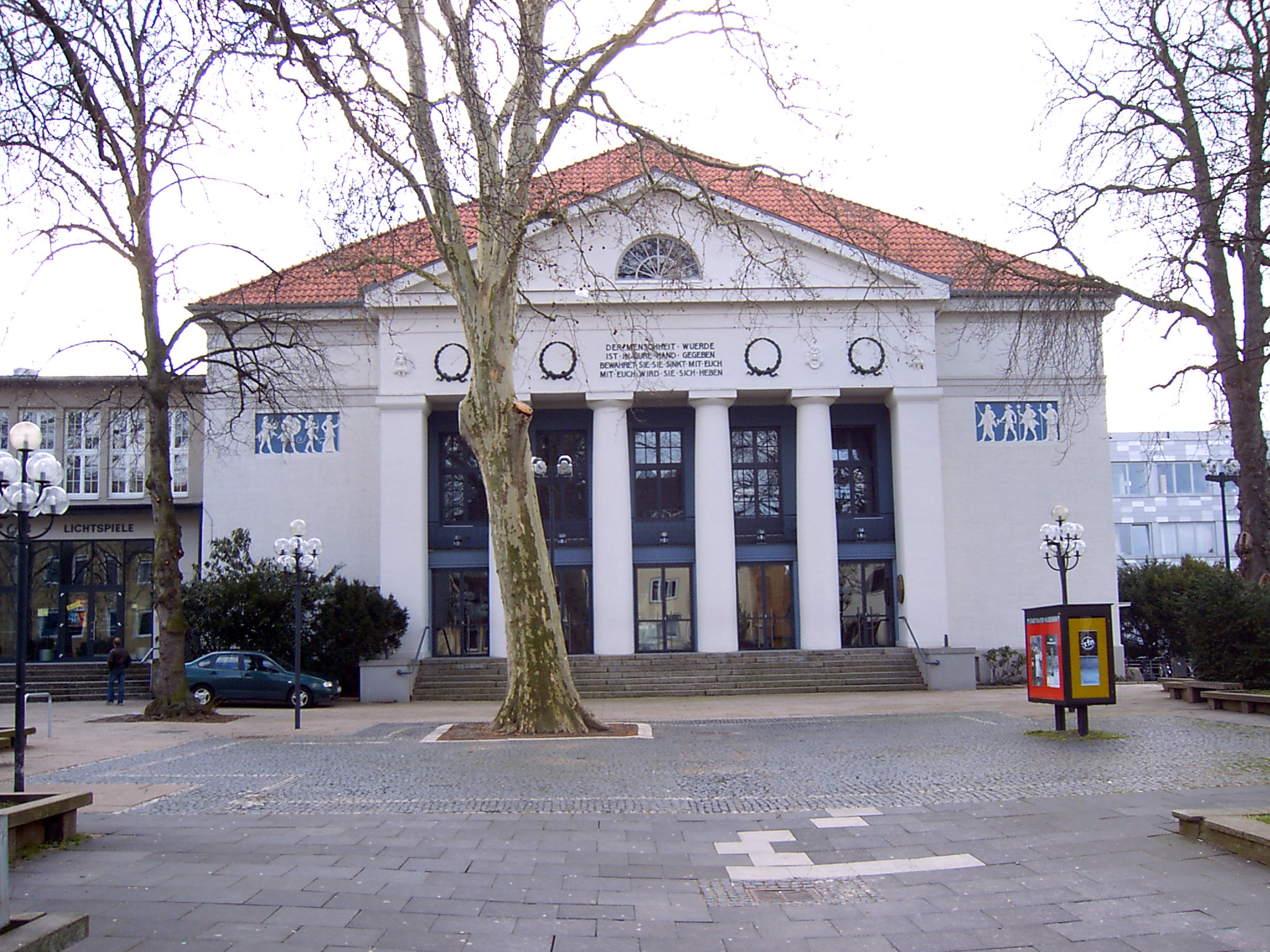
Stadttheater Hildesheim – der Sitz des Theaters für Niedersachsen

Das Theater für Niedersachsen (Eigenschreibweise: theater für niedersachsen) (tfn) ist ein Theater, das durch die Fusion des Stadttheaters Hildesheim mit der Landesbühne Hannover im September 2007 entstanden ist.

## Funktion
Das Theater für Niedersachsen hat zwei Funktionen. Zunächst ist das tfn Stadttheater für die Stadt Hildesheim und den Landkreis Hildesheim. In zweiter Funktion ist das tfn Landesbühne und bereist mehr als 60 Orte in Niedersachsen, wobei es auch Abstecher in andere Bundesländer macht.

## Beschreibung

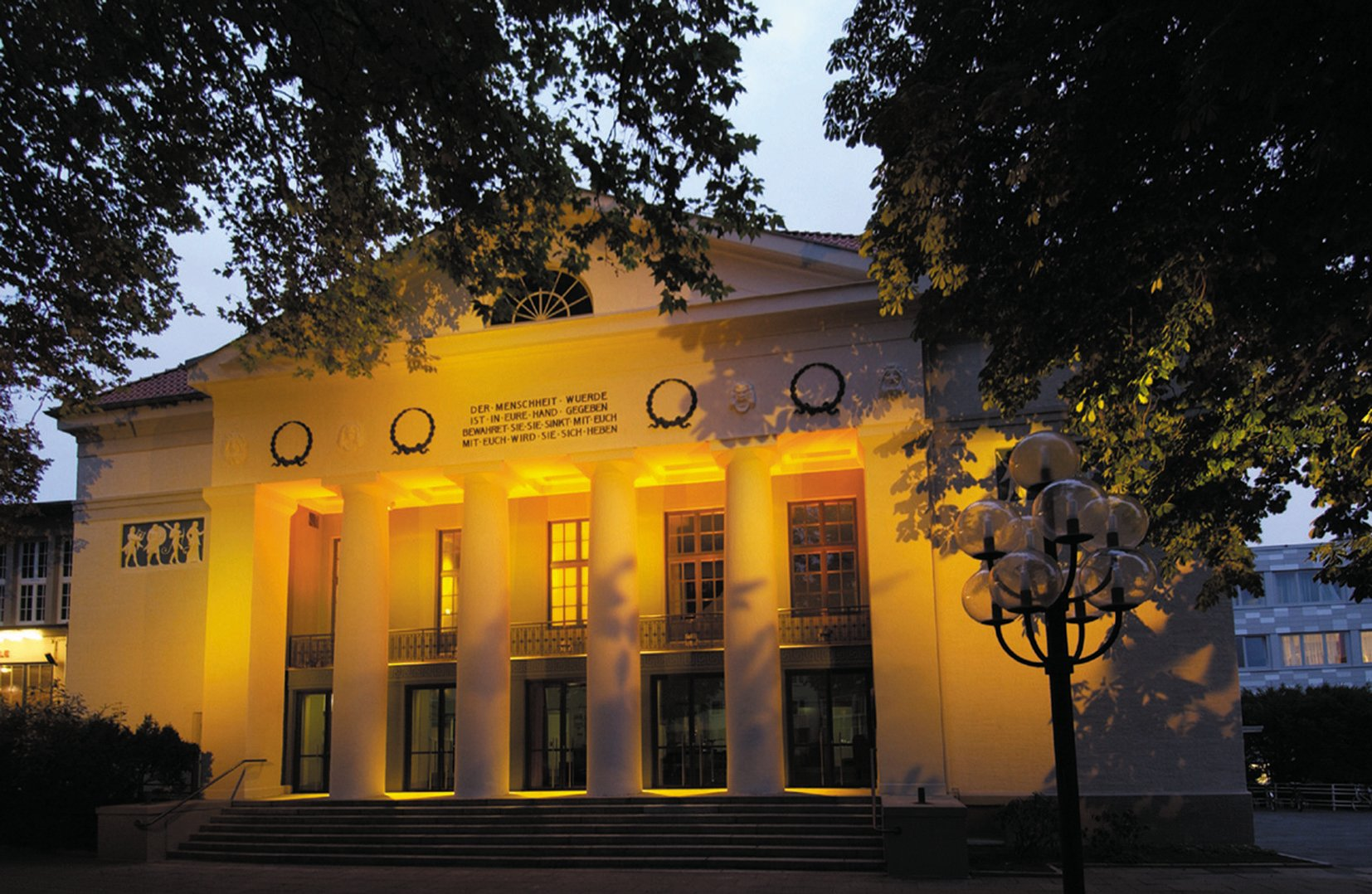
Das Theater nachts

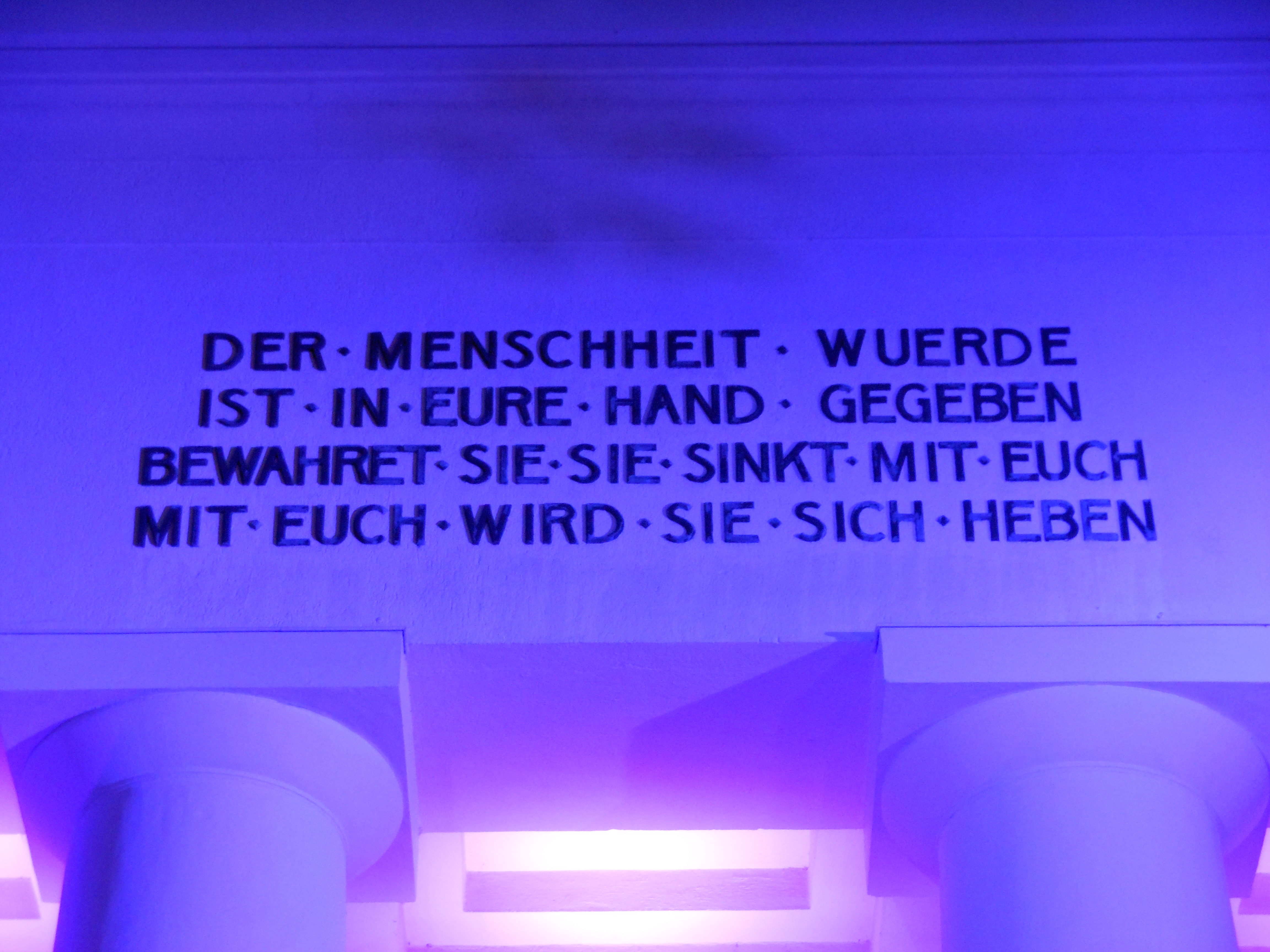
Schiller-Zitat über dem Portikus

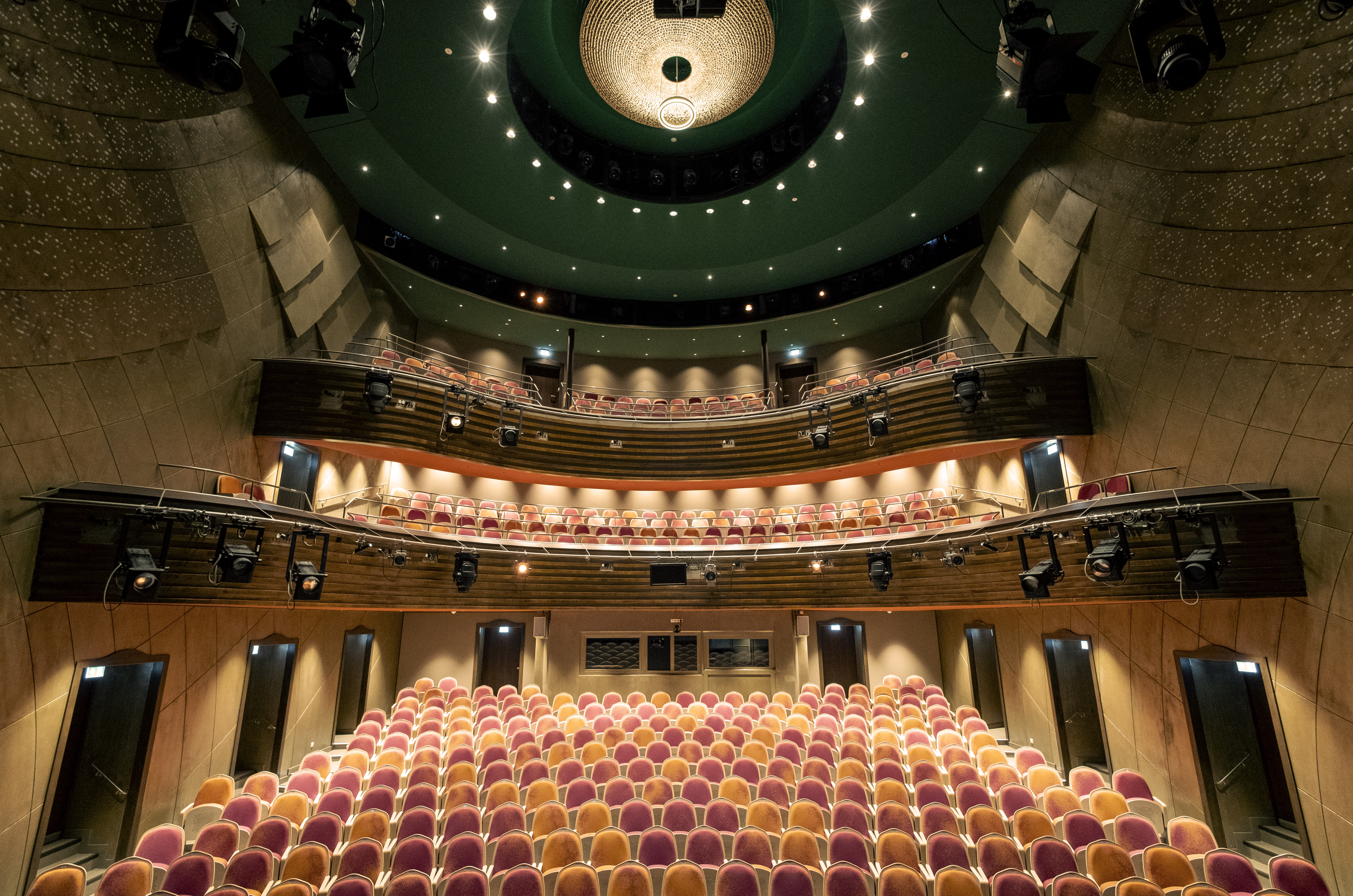
Der Saal, 2019

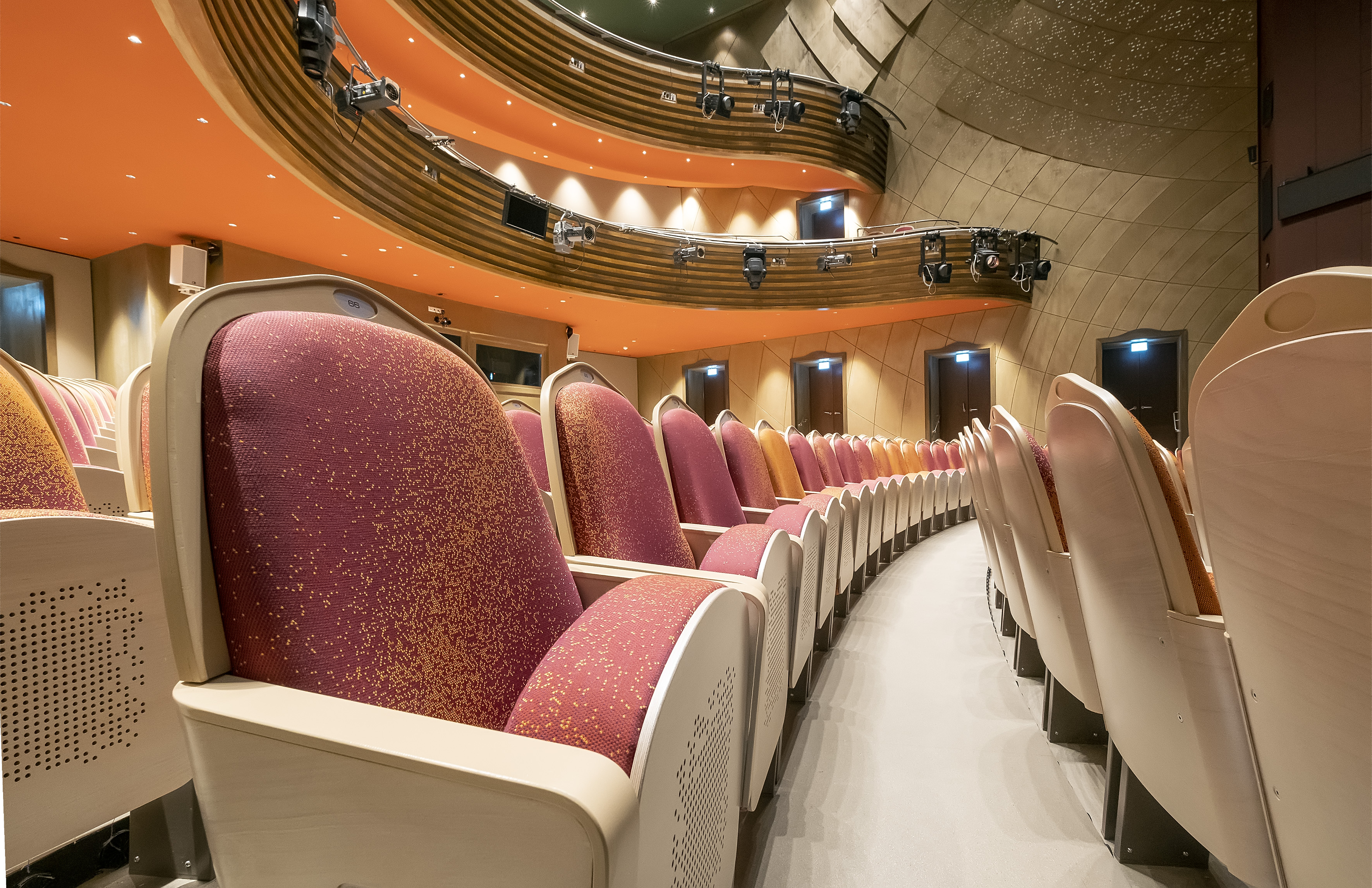
Bestuhlung, 2019

Das tfn ist ein Drei-Sparten-Theater und das viertgrößte Theater Niedersachsens. Es produziert und zeigt Schauspiele, Opern, Operetten und Musicals. In Kooperation mit der freien Theaterszene Hildesheims werden außerdem Kinder- und Jugendstücke produziert und auch theaterpädagogisch begleitet. Seit Beginn der Spielzeit 2020/21 werden zusätzlich auch Tanztheaterproduktionen gezeigt.
Seit der Gründung des tfn bis zur Spielzeit 2019/20 war Jörg Gade Intendant des Theaters. Ab September 2020 hat Oliver Graf die Leitung übernommen. Generalmusikdirektor ist Florian Ziemen. Die Schauspielsparte wird von der Dramaturgin Cornelia Pook und der Hausregisseurin Ayla Yeginer geleitet.
Jährlich entstehen etwa 20 Neuinszenierungen, die alle auch auf Reisen gehen: Opern, Operetten, Musicals, Tanztheaterproduktionen, Schauspiele für Erwachsene sowie Inszenierungen für Kinder und Jugendliche. Das tfn spielt pro Jahr über 630 Vorstellungen an unterschiedlichsten Orten. Die Spielstätte in Hildesheim beherbergt drei verschiedene Bühnen. Das Große Haus ist die Bühne für Inszenierungen im Abendspielplan und bietet Platz für rund 550 Personen. Im Foyer 1 (F1) finden kleine Inszenierungen und Kleinkunstveranstaltungen ihren Platz. Die dritte Bühne ist das sogenannte theo mit 50 Plätzen. Hier werden meist Kinder- und Jugendstücke gespielt. Zusätzlich dazu werden Kinder- und Jugendstücke auch in Klassenräumen und Kindergärten gespielt.
Das Schiller-Zitat über dem Portikus des Hildesheimer Theaters „Der Menschheit Würde ⋅ ist in Eure Hand gegeben ⋅ bewahret sie ⋅ sie sinkt mit Euch ⋅ mit Euch wird sie sich heben“ ist Auftrag und Verpflichtung des Theaters.

## Geschichte des Stadttheaters Hildesheim
Das Hildesheimer Theater wurde am 15. September 1909 fertig gestellt und daraufhin am 2. Oktober eröffnet. Im Haus beschränkte man sich auf Operetten, Märchen, Lustspiel und Schauspiel. Nach einigen Spielzeiten wurden die Vorstellungen 1914/15 verboten, da das Gelände ebenfalls als Lazarett für Opfer des Ersten Weltkrieges diente. Der Anteil der Theatermitarbeiter, die nicht eingezogen wurden, stellte sich zur Verfügung, Verletzte in verschiedenen Lazaretten zu unterhalten. Ebenfalls wurde das Stadttheater im Zweiten Weltkrieg, durch den zusätzlichen Einsatz des Ensembles und jeglicher Mitarbeiter in kriegswichtigen Betrieben, sowie die Beschädigung 1945 des Hauses durch Luftangriffe, am täglichen Theaterbetrieb verhindert.
Im September 1945 konnte der Spielbetrieb des Theater Hildesheim auf einer Behelfsbühne wieder aufgenommen werden. Der Wiederaufbau des alten Theatergebäudes wurde mithilfe von Spendengeldern bewilligt, allerdings fehlte weiterhin ein enormer Betrag. Der Betrag konnte durch den Pächter des Theatergartens, der ein neues Kino bauen wollte und dafür einen Kredit der Stadt beantragte, beigesteuert werden, wodurch auch die Mittel für den Wiederaufbau des Theaters gestellt werden konnten.
Von August 1975 bis Dezember 1976 wurde das Haus planmäßig erweitert. Der Bau wurde durch Bürger aus Hildesheim teils finanziert oder durch eigenes handwerkliches Geschick unterstützt – somit entstand zusätzlich eine engere Beziehung der Hildesheimer zum Theater. Der künstlerische Schwerpunkt lag 1977 auf den Sparten Ballett, Musical, Oper, Schauspiel sowie auf der neuen Studienbühne theo. In der Spielzeit 1995/96 fand der Spielbetrieb in der Halle39 statt, während das Haus renoviert wurde. 2007 kam es zur Fusion des Dreispartentheater Hildesheim und der Landesbühne Hannover und das Theater für Niedersachsen entstand. Seither gilt es als Mehrspartenhaus und tritt nicht nur im eigentlichen Theatergebäude, sondern auch an Einzelspielstätten in ganz Niedersachsen auf.
Von Mai bis November 2019 wurde der Saal des Theaters saniert mit dem Austausch der Bestuhlung und Installation einer neuen Klimatechnik.

## Technische Daten
Das Große Haus der Spielstätte in Hildesheim bietet Platz für rund 550 Personen und hat eine Hauptbühne, die 18 m breit ist und aus vier absenkbaren Podien besteht. Die Hinterbühne ist 9 m breit, 11 m tief und 6,5 m hoch. Der Orchesterraum verfügt über ein absenkbares Orchesterpodium, das auch als Vorbühne dient und eine Fläche von 40 m² aufweist.

## Besonderheiten
Das Theater für Niedersachsen ist das erste und einzige subventionierte Theater Deutschlands mit einer eigenen Musical-Company in Form der TfN-MusicalCompany. Sie besteht aus 10 fest engagierten ausgebildeten Musicaldarstellern und weiteren Gästen. Mit der tfn-MusicalCompany werden deutsche Uraufführungen und deutschsprachige Erstaufführungen auf die Bühne gebracht. Eine weitere Besonderheit ist, dass das tfn bei Gastspielen auch an für ein Theater untypischen Orten spielt. So werden auch Kirchen, Stadthallen und Parks bespielt.
Das Hildesheimer Modell 2.0 des tfn bietet ein vielschichtiges Programm aus Theatergruppen, Workshops, Projekte und Sonderveranstaltungen. Das Theater kooperiert mit dem Theaterpädagogischen Zentrum Hildesheim (TPZ), der Hochschule für angewandte Wissenschaft und Kunst (HAWK), der Universität Hildesheim, der Volkshochschule Hildesheim und anderen Institutionen.

## Inszenierungen (Auswahl)
- 23. Februar 2013: Uraufführung des Musicals Zum Sterben schön – ein Musical für die Ewigkeit von Marc Schubring und Wolfgang Adenberg.
- 29. September 2013: Hair Musical von Gerome Ragni, James Rado und Galt MacDermot
- 15. Februar 2014: Premiere des Musicals Ein Käfig voller Narren von Jerry Herman und Harvey Fierstein.
- 25. September 2014: Uraufführung der Oper George von Elena Kats-Chernin (Musik) und Axel Ranisch (Libretto).
- 6. Mai 2017: Deutsche Erstaufführung des Musicals Dogfight – Ein hässliches Spiel (engl. Originaltitel Dogfight) von Pasek und Paul.
- 10. März 2018: Deutsche Erstaufführung des Melodramma serio Adelia von Gaetano Donizetti.
- 19. Januar 2019: Europäische Erstaufführung des Musicals Jasper in Deadland von Ryan Scott Oliver und Hunter Foster
- 3. März 2019: Die Prinzessin von Trapezunt, Operette von Jacques Offenbach
- 12. September 2020: I briganti, Oper von Saverio Mercadante
- 4. Juni 2021: the toxic avenger - der rächer der verstrahlten, Pop-Rock-Musical nach dem gleichnamigen Film von Lloyd Kaufman, deutschsprachige Erstaufführung
- 2. Oktober 2021: medea, Melodramma tragico in drei Akten von Giovanni Pacini, deutsche Erstaufführung
- 3. September 2022: hamlet (ambleto), Oper in zwei Akten von Francesco Gasparini, bearbeitet und neu komponiert von Fredrik Schwenk, Libretto von Fredrik Schwenk nach Apostolo Zeno, Pietro Parati und William Shakespeare
- 25. Februar 2023: stella - das blonde gespenst vom kurfürstendamm, ein deutsches Singspiel, Musik von Wolfgang Böhmer, Text von Peter Lund
- 15. April 2023: Pop Punk High (school), Punk–Rock–Highschool Musical, Musik von Ben Lapidus, Text von Anderson Cook
- 2. September 2023: Woyzeck, Punk-Rock Musical, Uraufführung, Musik von Manuel de Rien, Buch von Oliver Graf
- 30. Oktober 2023: rocky horror show, Musical, Musik, Text und Liedtexte von Richard O’Brien